# Киндерский сельсовет (Татарстан)
Киндерский сельсовет (Киндерьский, тат. Киндерле авыл советы (шурасы), Kinderle awıl sovetı (şurası)) — административно-территориальная единица в Казанской губернии и Татарской АССР. 
Административный центр — село Киндери.

## История
Киндерский сельсовет был образован в 1919 году в составе Собакинской (Калининской) волости Казанского уезда той же губернии. С 1920 года в составе Собакинской (Калининской) волости Арского кантона Татарской АССР; в результате укрупнения волостей в 1924 году отошёл к Воскресенской волости. После её упразднения в 1927 году вошёл в состав Казанского района.
После укрупнения сельсоветов в Казанском районе в 1932 году в состав сельсовета был включён Акинский сельсовет.
В 1950 году перечислен в состав Высокогорского района. На 1956 год сельсовет состоял из сёл Аки и Киндери, посёлков Акинского рудника, Киндерского карьера, машинного дома, первой дистанции 257 ДЭУ, разъезда Киндери, склада № 709 и Чингиз.
В 1959 году упразднён; Киндери, Аки, посёлки Акинского рудника, Киндерского карьера и машинного дома вошли в состав Высокогорского сельсовета, посёлки разъезда Киндери и склада № 709 вошли в состав новосозданного Красносельского сельсовета.

## Население
Население сельсовета составляло 751 чел. в 1923 году, 884 чел. в 1927 году, 2497 чел. в 1950 году.

## Колхозы
В 1950 на территории сельсовета действовали 3 колхоза: 
- им. Мичурина (Киндери),
- «Путь к социализму» (Аки),
- «Динамо» (Чингиз);

К 1956 году существовал лишь первый из них.